# Gare de Balsièges
Ne doit pas être confondu avec Gare de Balsièges-Bourg.
La gare de Balsièges est une gare ferroviaire française (fermée) de la ligne du Monastier à La Bastide-Saint-Laurent-les-Bains, située sur le territoire de la commune de Balsièges, dans le département de la Lozère en région Occitanie. 
Fermée et désaffectée elle est remplacée par la halte de Balsièges située plus près du village.

## Situation ferroviaire
Établie à 695 mètres d'altitude, l'ancienne gare de Balsièges est située au point kilométrique (PK) 638,231 de la ligne du Monastier à La Bastide-Saint-Laurent-les-Bains, entre la halte de Balsièges (ouverte) et la gare de Baradoux (fermée).

## Histoire
La gare de Balsièges est mise en service le 3 mai 1884, lors de l'ouverture de la section du Monastier à Mende. Elle a été construite dans le quartier du Luxembourg, ce quartier devant son nom à l'implantation d'ouvriers luxembourgeois au moment de la construction de la ligne.
Après la fermeture de la gare, le bâtiment voyageurs a été vendu et est devenu une habitation privée.

## Service des voyageurs

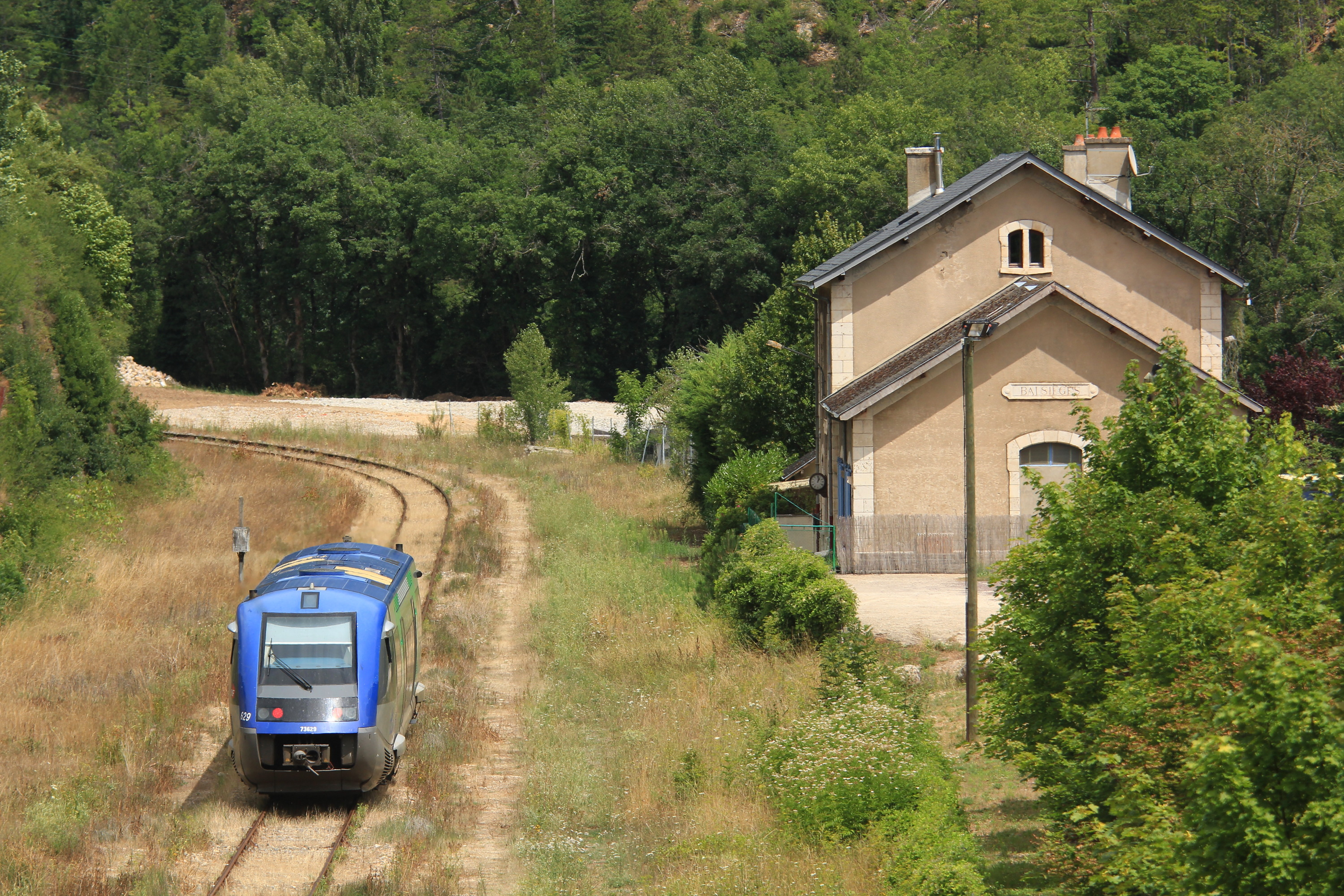
Un TER Marvejols - Mende passe en gare de Balsièges.

La gare fermée à toute desserte. Pour les voyageurs, elle est remplacée par la gare de Balsièges-Bourg, située à proximité du village. 